# 陆柱国
陆柱国（1928年10月12日—2022年12月1日），原名陆祖柱，曾用名陆云卿，河南宜阳人，中国电影编剧、作家，曾任八一电影制片厂副厂长。

## 生平
1946年考入河南省立洛阳师范学校。1948年参加中国人民解放军，在中原野战军第四纵队政治部宣传部工作。1949年任新华社前线记者，同年7月加入中国共产党。1950年7月，以淮海战役为背景创作出第一部中篇小说《决斗》；同年10月调任总政治部文化部创作员，不久赴抗美援朝前线采访。1951年7月，调任《解放军文艺》小说组副组长。1952年冬再次赴朝鲜，创造出中篇小说《上甘岭》。1958年出版长篇小说《踏平东海万顷浪》。1959年3月调任八一电影制片厂编剧。同年与王炎合作，将小说《踏平东海万顷浪》的部分章节改编为电影剧本《战火中的青春》，由长春电影制片厂拍摄成故事片。1985年任八一电影制片厂副厂长。2005年被中国电影文学学会授予终身成就奖，2007年获华表奖优秀编剧，并且同年获金鸡奖终身成就奖。
2022年12月1日在北京病逝，享年94岁。

## 作品

### 剧本
- 1959年：《战火中的青春》
- 1974年：《闪闪的红星》
- 1980年：《花枝俏》
- 1983年：《道是无情胜有情》
- 1997年：《大进军难现大追歼》
- 2005年：《太行山上》
- 2006年：《我的长征》

### 小说
- 1950年：《决战》
- 1951年：《风雪东线》
- 1953年：《上甘岭》
- 1958年：《踏平东海万顷浪》
- 1980年：《一代新人》

## 奖项与提名
| 年份   | 颁奖典礼                     | 奖项       | 作品                     | 结果 |
| ------ | ---------------------------- | ---------- | ------------------------ | ---- |
| 1957年 | 文化部全国电影文学剧本创作奖 | 三等奖     | 《最后一个冬天》         | 獲獎 |
| 1977年 | 第一届夏衍电影文学奖         | 一等奖     | 《西南凯歌》             | 獲獎 |
| 2005年 | 第25届中国电影金鸡奖         | 最佳编剧   | 《太行山上》             | 提名 |
| 2005年 | 中国电影文学学会奖           | 终身成就奖 |                          | 獲獎 |
| 2007年 | 第12届中国电影华表奖         | 优秀编剧   | 《太行山上》《我的长征》 | 獲獎 |
| 2007年 | 第26届中国电影金鸡奖         | 终身成就奖 |                          | 獲獎 |